# Ku-Wa de MOMPE
Ku-Wa de MOMPE (くわとモンペ) は、日本の2人組音楽グループ。

## 概要
とんねるずの石橋貴明公式YouTubeチャンネル「貴ちゃんねるず」から誕生したKu-Wa(石橋貴明)とMOMPE(マッコイ斉藤)によるROCKユニットである。
きっかけは、元々地元山形県で『BADBOYS』というバンドでボーカルを担当していたマッコイ斎藤の青春の忘れ物を後押しするためにユニットが結成された。
作曲には、以前杉谷拳士選手（日本ハムファイターズ）の「スギノールのテーマ」のレコーディングを行った際、BAD BOYSを語る時のマッコイ斎藤の目が凄く悲し気で「青春の忘れ物」を感じてしまい、「一緒に夢の続きが見れたらな」と思った作曲家・ベーシストの後藤次利が担当している。
結成の経緯、レコーディングの模様等、活動は随時「貴ちゃんねるず」で動画がアップされている。

## メンバー
| ニックネーム | 本名（ふりがな）                  | 生年月日（年齢）       | 出身                          |
| ------------ | --------------------------------- | ---------------------- | ----------------------------- |
| Ku-Wa        | 石橋貴明（いしばし たかあき）     | 1961年10月22日（63歳） | 日本 ・東京都板橋区成増       |
| MOMPE        | マッコイ斎藤（まっこい さいとう） | 1970年2月9日（55歳）   | 日本 ・山形県最上郡鮭川村牛潜 |

## 経歴
2020年
- 10月2日 - デジタルシングル「Stranger to the city」リリース。
- 10月26日 - 大阪府ROCKTOWNでのB Pressureの配信ライブ「Green Light」に参加。
- 11月1日 - AbemaTV『7.2 新しい別の窓』に出演。「ななにースペシャルライブ」で新しい地図のメンバーである稲垣吾郎、草彅剛、香取慎吾と共に「Stranger to the city」を初披露。
- 11月9日 - 山形県の公式応援ソングに採用された山形県庁に登庁した。
- 12月9日 - フジテレビ『2020 FNS歌謡祭 第2夜』に出演。作曲・編曲を担当している後藤次利もベーシストとして生バンドにゲスト参加し「Stranger to the city」を地上波では初披露。
- 12月29日 - TBSラジオ『Ku-Wa de MOMPEのラジオモンペ』オンエア。後藤次利も登場。

## 作品
デジタルシングル 
| 名義           | 配信日        | タイトル             |
| -------------- | ------------- | -------------------- |
| Ku-Wa de MOMPE | 2020年10月2日 | Stranger to the city |

## 出演

### テレビ
- 2020 FNS歌謡祭 第2夜（2020年12月9日、フジテレビ）

### ネットテレビ
- 7.2 新しい別の窓（2020年11月1日、AbemaTV）

### ラジオ
- Ku-Wa de MOMPEのラジオモンペ（2020年12月29日、TBSラジオ）